# Vela nos Jogos Pan-Americanos de 1971
As competições de vela nos Jogos Pan-Americanos de 1971 foram realizadas em Cali, Colômbia. Esta foi a quinta edição do esporte nos Jogos Pan-Americanos. 

## Medalhistas
| Evento             | Ouro                    | Prata                             | Bronze                     |
| ------------------ | ----------------------- | --------------------------------- | -------------------------- |
| Finn detalhes      | Joerg Bruder BRA Brasil | Carl van Duyne USA Estados Unidos | Roberto Hass ARG Argentina |
| Lightning detalhes | BRA Brasil              | USA Estados Unidos                | CAN Canadá                 |
| Snipe detalhes     | BRA Brasil              | USA Estados Unidos                | ARG Argentina              |

## Quadro de medalhas
| Ordem | País               | Medalha de ouro | Medalha de prata | Medalha de bronze |   |
| ----- | ------------------ | --------------- | ---------------- | ----------------- | - |
| 1     | BRA Brasil         | 3               |                  |                   | 3 |
| 2     | USA Estados Unidos |                 | 3                |                   | 3 |
| 3     | ARG Argentina      |                 |                  | 2                 | 2 |
| 4     | CAN Canadá         |                 |                  | 1                 | 1 |
| TOTAL | TOTAL              | 3               | 3                | 3                 | 9 |

## Ligação externa
- Jogos Pan-Americanos de 1971